# Cuverville-sur-Yères
Cuverville-sur-Yères é uma comuna francesa na região administrativa da Normandia, no departamento de Sena Marítimo. Estende-se por uma área de 11,13 km². Em 2010 a comuna tinha 206 habitantes (densidade: 18,5 hab./km²).